# Lucy Bacigalupo
Luz Marina Bacigalupo Salas (Callao, 28 de marzo de 1969), conocida por su nombre artístico Lucy Bacigalupo, es una actriz cómica e imitadora peruana, que alcanzó reconocimiento por haber desarrollado su carrera artística en los programas humorísticos en la televisión de su país.

## Biografía
Nació el 28 de marzo de 1969 en Callao, bajo el nombre completo de Luz Marina Bacigalupo Salas. En su juventud, trabajó en el oficio de aeromoza en una empresa de aviación local. Comenzó su carrera artística a inicios de los años 1990 como parte del programa del comediante Tulio Loza.
En el año 1994 se une al elenco del programa cómico JB noticias de Frecuencia Latina, gracias a la invitación del comediante Jorge Benavides, desempeñándose en el rol de actriz cómica, manteniéndose por tres temporadas consecutivas hasta 1996.
Tiempo más tarde, inicia su participación dentro del reparto principal de la comedia peruana Risas de América durante el periodo 1997-2004, en la que regresó más tarde, en 2012. Durante su etapa en el dicho espacio, se ha destacado por sus imitaciones a la presentadora Gisela Valcárcel y la actriz Andrea Montenegro. En el año 2008, concursa en la primera temporada del reality de baile Bailando por un sueño sin éxito.[cita requerida]
Al año siguiente, fue coconductora del programa televisivo ¡Qué vivan las mujeres!, por Red Global, compartiendo el rol junto a Rebeca Escribens y Silvia Cornejo hasta 2010. Además, fue invitada en 2013 para presentar el programa Dos sapos y una reina de América Televisión y fue conductora de un espacio televisivo para adultos a partir de 2020.
Tras alejarse temporalmente de la televisión peruana, durante la pandemia de COVID-19, se incursiona en el emprendimiento inmobiliario, en el cual asumió la gerencia de Marketing y Ventas de la compañía Master Team.
En el año 2021 lanzó su candidatura al Congreso de la República en representación de la Región Callao, dentro del partido político Renovación Popular, sin conseguir el cargo. Anteriormente, fue parte de la cúpula congresal de la otra organización Vamos Perú en 2020, siendo excluida por problemas internos.
Años más tarde, retomó su faceta artística participando en el reparto recurrente de la teleserie Al fondo hay sitio en 2023 bajo el personaje de Kathy Huamán, madre de Patricia «Pathy» Pichilingüe, interpretada por la actriz y modelo Melissa Paredes. Además, protagonizó el unipersonal Locas del humor junto a Patricia Alquinta y Silvia Bardalez, y fue invitada al programa cómico JB en ATV en ese año, volviendo a interpretar a Gisela Valcárcel en una secuencia.
En 2025, se integró al reparto de Humor recargado que se emite en Panamericana Televisión.

## Créditos

### Televisión
- Choloshow (1993), actriz cómica.
- JB noticias (1994-1996), actriz cómica y varios roles.
- Risas de América (1997-2004; 2012-2013), actriz cómica y varios roles.
- Chacalón: El ángel del pueblo (2005), Cleopatra (reparto recurrente).
- ¡Qué vivan las mujeres! (2009-2010), copresentadora.
- Recargados de risa (2011), actriz cómica.[10]
- Bailando por un sueño (2008), participante.
- Dos sapos y una reina (2013), invitada especial.
- Al fondo hay sitio (2023-2024), Kathy Huamán.
- JB en ATV (2023), invitada especial.
- Humor recargado (desde 2025), actriz cómica.

### Teatro
- Locas del humor (2023), reparto protagónico.[11]